# محیرس
محیرس یک منطقهٔ مسکونی در صحرای غربی است که در جمهوری دموکراتیک عربی صحرا واقع شده‌است. محیرس ۳۷۸ متر بالاتر از سطح دریا واقع شده‌است.

## خواهرخوانده
شهرهای برانتبییا، فیرنتزوئولا و سریا (شهر) خواهرخوانده‌های محیرس هستند.